# Радуч

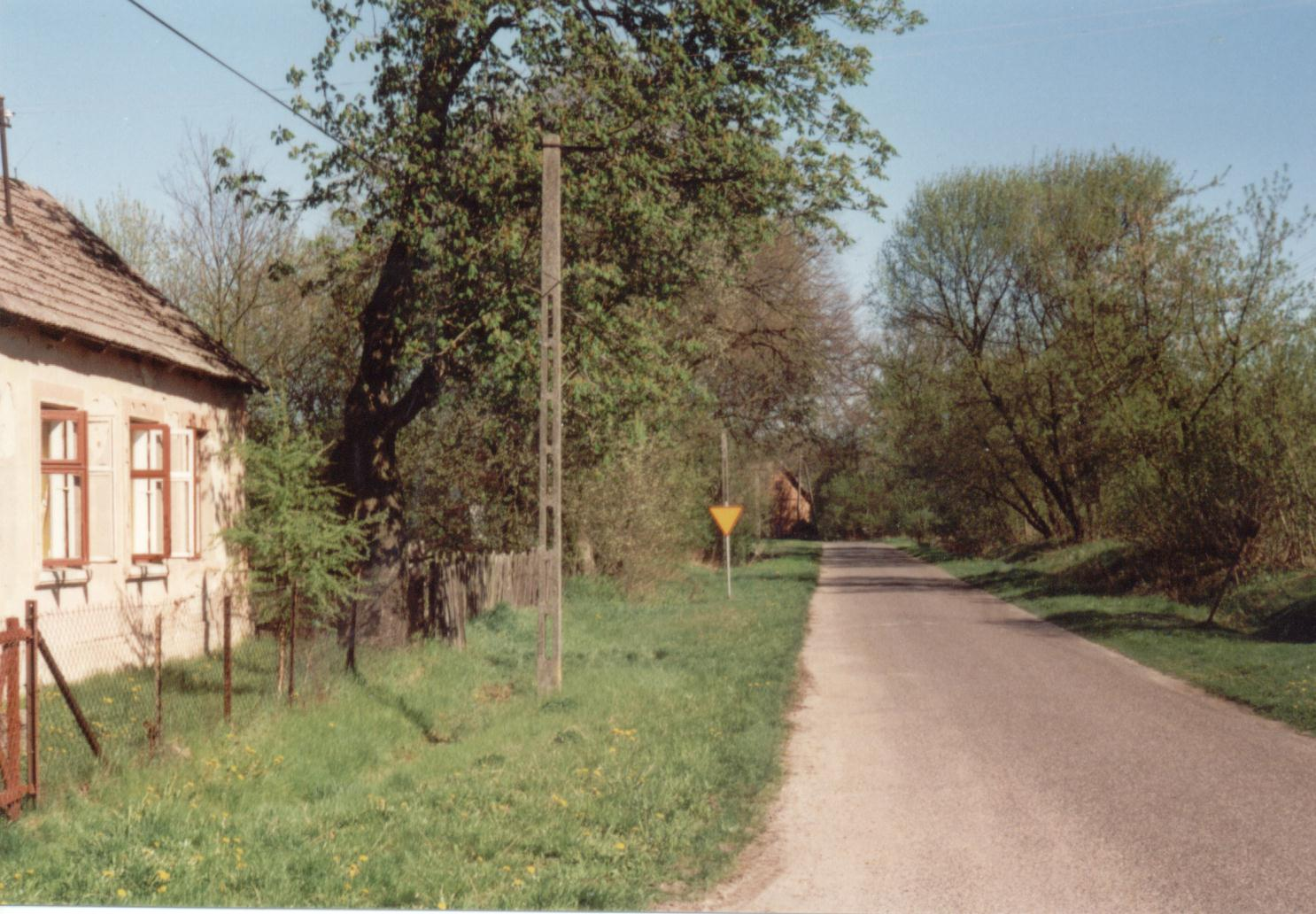
Радуч

Радуч (пол. Raducz) — село в Польщі, у гміні Новий Кавенчин Скерневицького повіту Лодзинського воєводства на річці Равка.
Населення — 38 осіб (2011).
Вперше згадується у 18-му столітті.

## Демографія
Демографічна структура станом на 31 березня 2011 року:
|          | Загалом | Допрацездатний вік | Працездатний вік | Постпрацездатний вік |
| -------- | ------- | ------------------ | ---------------- | -------------------- |
| Чоловіки | 19      | 2                  | 14               | 3                    |
| Жінки    | 19      | 5                  | 7                | 7                    |
| Разом    | 38      | 7                  | 21               | 10                   |